# Zbigniew Joskowski
Zbigniew Joskowski (ur. 4 lutego 1979 w Kartuzach) – franciszkanin, polski poeta, kaszubski poeta, pisarz, autor tekstów.

## Życiorys
Urodził się w 4 lutego 1979 roku w Kartuzach. Jest rodowitym Kaszubem i entuzjastą języka oraz kultury duchowej i materialnej regionu. Posługuje się w mowie i piśmie językiem kaszubskim.
W latach 2008–2013 pełnił funkcję bibliotekarza prowincjalnego w Gnieźnie, gdzie opiekował się i zarządzał kolekcją starych druków i rękopisów franciszkańskich, historycznym zasobem archiwalnym oraz księgozbiorem druków współczesnych. W latach 2008–2014 w Wyższej Szkole Umiejętności Społecznych w Poznaniu odbył studia z zakresu informacji naukowej i bibliotekoznawstwa, a z zakresu historii (specj. archiwistyka) na Wydziale Historycznym Uniwersytetu im. Adama Mickiewicza w Poznaniu.

## Twórczość
Jest autorem wielu wierszy i opowiadań polsko i kaszubskojęzycznych, zdobywcą licznych nagród i wyróżnień w ogólnopolskich i lokalnych konkursach literackich. Poezję publikował na łamach lokalnych i ogólnopolskich czasopism.
Specjalista, lubujący się w pionierskich badaniach z zakresu archeologii, bibliologii, archiwistyki, genealogii, kulturoznawstwa, z uwzględnieniem historycznego obszaru Pomorza (Pommern) i Prus Zachodnich (Westpreußen).
Zainteresowania naukowe z zakresu zaowocowały publikacjami kilkudziesięciu artykułów i opracowań naukowych.

## Publikacje

### Tomiki poezji
- Na morzu życia, Ostróda: Wydawnictwo Rost, 2006.
- Tryptyk franciszkański, Pelplin: Wydawnictwo Bernardinum, Banino: na zlec. Wydawnictwa Rost, 2007.
- W remionach Piãknosce, Pelplin: Wydawnictwo Bernardinum, 2007.
- Który odziewasz kwiaty = Chtëren òblôkôsz kwiatë, Banino: Wydawnictwo Rost, 2012.
- Aniołowie tak tłumaczą, Hamburg: Verlag Fliegende Druckerei, 2015.
- Totus Tuus, Pelplin: Wydawnictwo Bernardinum, 2019.

### Książki
- Bł. Jan XXIII, Kraków: Wydawnictwo Maszachaba, 2001.
- Przez Krziż do Bòga. Kaszëbskô Droga Krziżewô. Historia nôbòżéństwa i zbiérnik rozwôżaniów, Banino: Wydawnictwo Rost, 2004.
- Gród Gowida. Historia wsi i parafii Gowidlino, Banino: Wydawnictwo Rost, 2006.
- Biskupi z ziemi kaszubskiej. Słownik biograficzny, Banino: Wydawnictwo Rost, 2008.
- Święci z Kaszub. Błogosławieni słudzy Boży oraz świętobliwie zmarli Kaszubi i inni związani z Kaszubami, Banino: Wydawnictwo Rost, 2009.
- Katalog starych druków Biblioteki Franciszkanów w Gnieźnie, Gniezno: Wydawnictwo Rost, 2010.
- Cześć świątkom i pamiątkom. Katalog małej architektury sakralnej terenu parafii gowidlińskiej, Banino, Gowidlino, Gniezno: Wydawnictwo Rost, 2012.
- Błogosławiony Jan z Łobdowa. Studium biograficzne, Gdańsk: Kuria Prowincjalna Franciszkanów, 2014.
- Elżbietański Kwiat. Życie i działalność siostry M. Iwony (Anny) Król CSSE (1908-1990), Poznań-Wschowa: Prografix, 2023.
- Snôżi las. Historia wsi i społeczności parafii św. Mikołaja w Szemudzie, Pelplin: Wydawnictwo Bernardinum, 2024.